# Route nationale 149bis
Die Route nationale 149Bis, kurz N 149Bis oder RN 149Bis, war eine französische Nationalstraße.
Die Nationalstraße wurde 1826 zwischen La Roche-sur-Yon und Parthenay festgelegt und geht dabei auf Teile der Departementsstraße 1 sowie der Route stratégique 11 und 13 zurück. Ihre Länge betrug 89 Kilometer. 1933 wurde der Abschnitt zwischen La Roche-sur-Yon und Bournezeau von der Nationalstraße 148 übernommen. Dabei sank die Länge auf 68 Kilometer. 1973 erfolgte die Abstufung der Nationalstraße 149. Eine Kreuzung mit ihrer Stammstraße N 149 hatte sie nicht, auch wenn heute durch Parthenay die N 149 führt. Es handelt sich hierbei um die Nationalstraße 148Bis, die 1978 umgewidmet wurde.